# دان إنغلر
دان إنغلر (بالإنجليزية: Rudy Charles)‏ هو حكم أمريكي، ولد في 20 نوفمبر 1977 في إيفانسفيل في الولايات المتحدة.

## وصلات خارجية
- دان إنغلر على موقع IMDb (الإنجليزية)
- دان إنغلر على موقع قاعدة بيانات الفيلم (الإنجليزية)